# 1969
1969(천구백육십구)는 1968보다 크고 1970보다 작은 자연수다.

## 수학
- 합성수로, 그 약수는 1, 11, 179, 1969다. 진약수의 합은 191이므로, 1969는 부족수다.

## 문화재
- 대한민국의 보물 제1969호: 이광사 필 서결

## 작품
- 《1969》(1988): 미국의 전쟁 영화.
- 《1969》: 핑크 마티니와 유키 사오리의 협업 음반. 2011년 10월 12일 출시.

## 기타
- 연도: 1969년, 기원전 1969년